# Альберобелло

Альберобелло на мапі провінції Барі

Альберобелло (італ. Alberobello) — муніципалітет в Італії, у регіоні Апулія, метрополійне місто Барі.
Альберобелло розташоване на відстані близько 420 км на схід від Рима, 50 км на південний схід від Барі.
Комуна знаменита унікальними спорудами труллі, включеними в список Всесвітньої спадщини ЮНЕСКО з 1996 року.
Населення — 10 790 осіб (2014).
Щорічний фестиваль відбувається 27 вересня. Покровитель — Santi Cosma e Damiano.

## Демографія
Населення за роками:

Станом на 1 січня 2023 року в муніципалітеті офіційно проживало 375 іноземців з 41 країни, серед них 130 громадян країн Євросоюзу та 2 громадяни України.

## Сусідні муніципалітети
- Кастеллана-Гротте
- Фазано
- Локоротондо
- Мартіна-Франка
- Монополі
- Моттола
- Ночі
- Путіньяно